# Calamosternus zmoskev
Calamosternus zmoskev är en skalbaggsart som beskrevs av Cervenka 1994. Calamosternus zmoskev ingår i släktet Calamosternus och familjen Aphodiidae. Inga underarter finns listade.